# Doña Perfecta (obra de teatro)
Doña Perfecta es una obra de teatro en cuatro actos, de Benito Pérez Galdós, en el Teatro Español de Madrid el 28 de enero de 1896. Se trata de una adaptación del autor de su novela homónima, publicada en 1876.

## Argumento

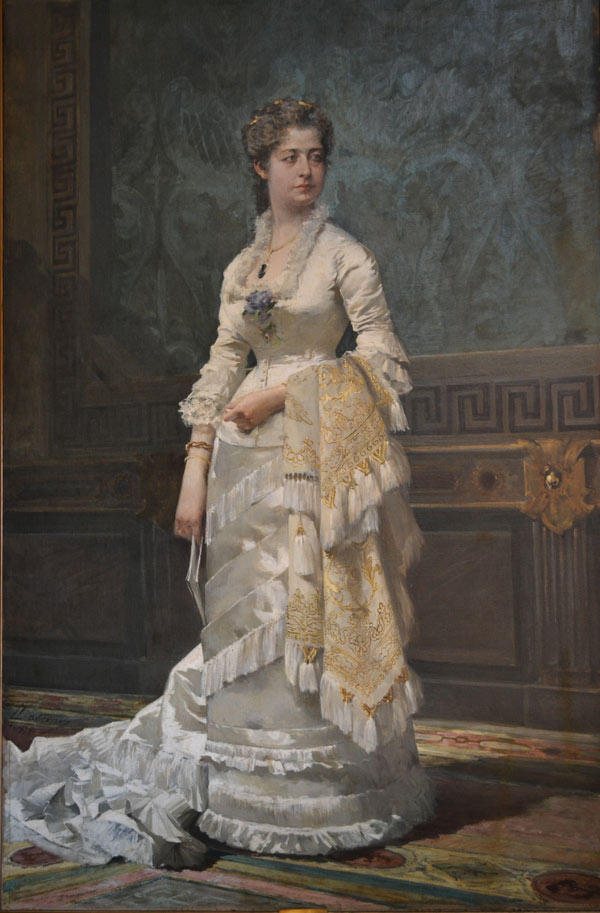
María Tubau, retratada aquí por Luis Taberner y Montalvo en 1878 y caracterizada como La dama de las camelias, fue la primera actriz que llevó a los escenarios el personaje de Doña Perfecta.

La acción se desenvuelve en Orbajosa, una "pequeña ciudad levítica", sin vida intelectual ni económica en la que nunca pasa nada y donde vive la protagonista, doña Perfecta, viuda y representante del pensamiento de la "España profunda" anclada en la tradición. Ella y su hermano, que sin embargo vive en Madrid, deciden preservar el patrimonio familiar casando a su hija Rosario con su sobrino Pepe Rey, un prometedor ingeniero, al que invitarán a visitar Orbajosa, donde entre otros familiares podrá conocer a su prima. Pero el joven ingeniero, educado en un ambiente más evolucionado, y aunque católico de ideología progresista, producirá  en Doña Perfecta y en Don Inocencio, cura del pueblo, un efecto inesperado. Pronto quedarán frustradas las relaciones entre Rosario y Pepe, cuyo amor socialmente imposible concluirá en tragedia.

## Estreno y representaciones destacadas

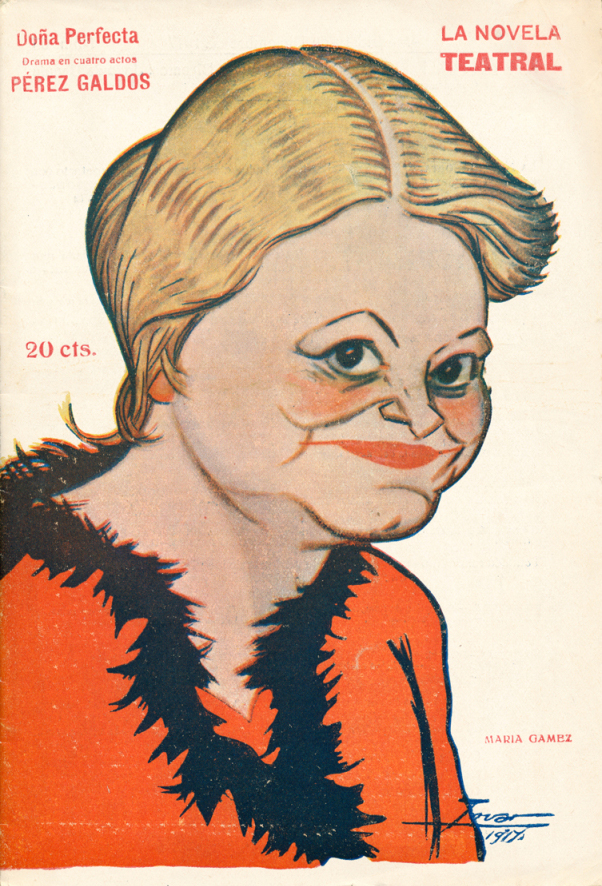
Portada de una edición de Doña Perfecta para la colección La Novela Teatral (16 de diciembre de 1917), con el rostro de la actriz María Gámez

Adaptada por el propio autor, fue estrenada el 28 de enero de 1896 en el Teatro Español de Madrid por la compañía de María Tubau.

## Adaptaciones
El Centro Dramático Nacional, en coproducción con el Teatro Cuyás–Cabildo de Gran Canaria, y con motivo del X Congreso Galdosiano,
 presentó una adaptación de Ernesto Caballero, que llevó asimismo la dirección. Se estrenó el 11 de octubre de 2013 en el Teatro María Guerrero de Madrid.
En 1985 la televisión venezolana, adaptó el libreto de Galdós en formato de telenovela, con Lupita Ferrer como Doña Perfecta.